# Сикора, Радослав
Радослав Рафал Сикора (пол. Radosław Rafał Sikora; 1975) — польский военный историк, доктор истории (в 2010 г. защитил диссертацию о тактике боя, вооружении и оснащении гусаров в 1576—1710 гг.)
Работает преподавателем в Академии военно-морских сил в Гдыне (Польша).

## Работы

### Оригиналы
Автор многочисленных публикаций по современной и военной истории, среди них 7 книг посвященных истории гусар, в частности:
- «Гусары под Веной 1683» (пол. Husaria pod Wiedniem 1683i), Издательский институт ERICA, Варшава 2012
- «Необыкновенные битвы и гусарские атаки» (пол. Niezwykłe bitwy i szarże husarii), Издательский институт ERICA, Варшава 2012
- «Клушин 1610» (пол. Kłuszyn 1610), Издательский институт ERICA, Варшава 2010
- «Из истории польских крылатых гусар» (пол. Z dziejów husarii), Издательский институт ERICA, Варшава 2010
- «Польское военное дело в эпоху польско-шведской войны 1626—1629. Кризис государства» (пол. Wojskowość polska w dobie wojny polsko-szwedzkiej 1626-1629. Kryzys mocarstwa), Sorus, Познань 2005.

### Переводы на русский язык
- Польские крылатые гусары = Husaria. / Пер. с польского М. В. Сазанова. — М. : РОССПЭН : Политическая энциклопедия, 2020. — 246, [1] с., [8] л. ил. ISBN 978-5-8243-2382-5